# Rio Wilge
O Rio Wilge (em africâner:  Wilgerivier, que quer dizer "rio de salgueiro") é um afluente do rio Vaal no centro da África do Sul. Este rio é importante como parte do Esquema de Transferência de Água Tugela-Vaal, onde a água é transferida da bacia do rio Tugela para a bacia do rio Vaal.
O peixe amarelo largemouth está presente nas águas do rio Wilge, alcançando um tamanho enorme.